# Мусин, Шайхислям Серикжанович

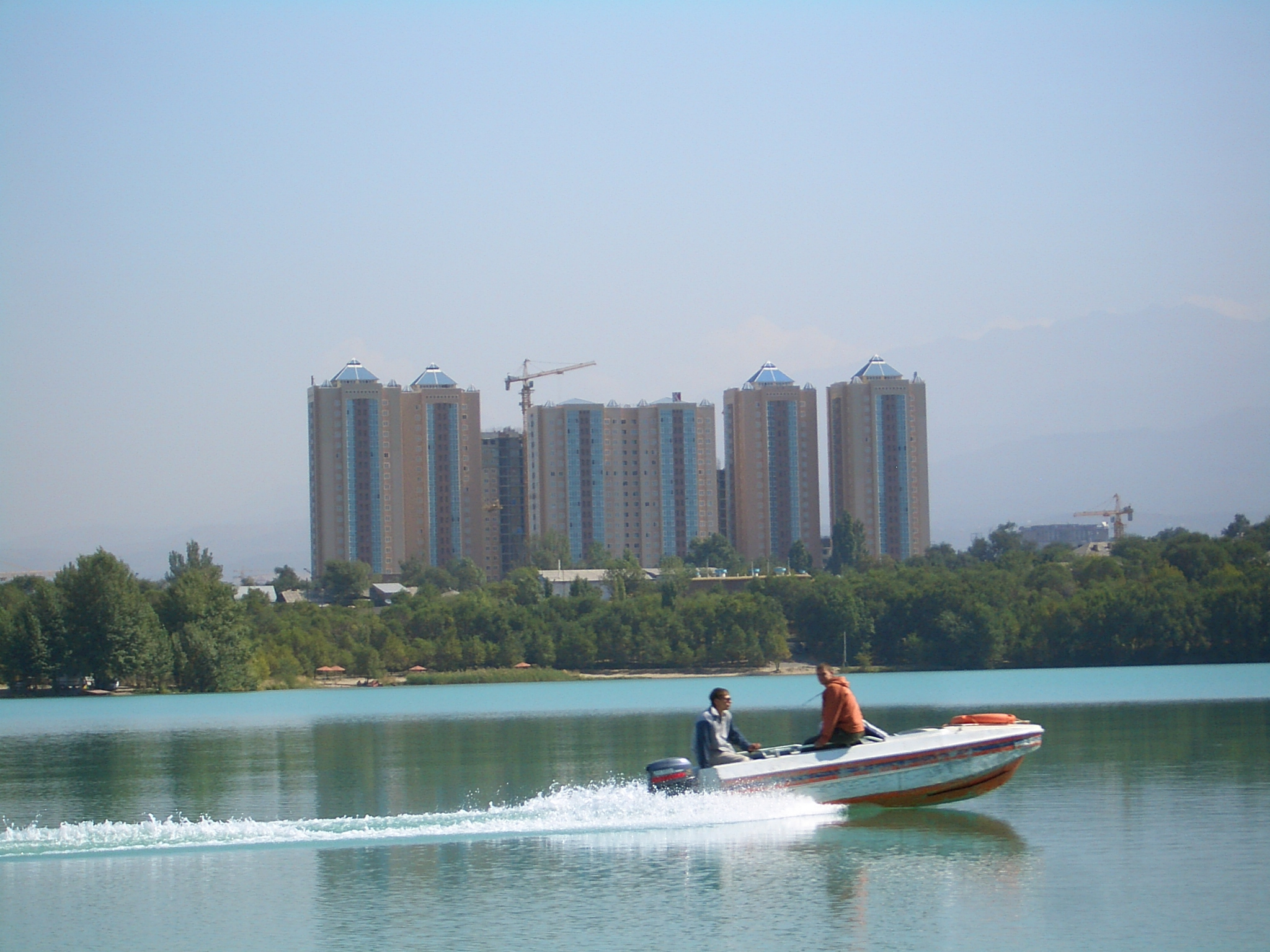
Квартал Мусина (Алма-Ата)

Шайхислям Серикжанович Мусин (каз. Шайқысіләм Серікжанұлы Мусин; 1 января 1933 год, Абайский район, Восточно-Казахстанская область — 16 декабря 2004 год) — организатор сельского хозяйства, Герой Социалистического Труда (1966), заслуженный зоотехник (1966), лауреат Государственной премии Казахской ССР (1974).

## Трудовой путь
- В 1955 году окончил зоотехнический и ветеринарный институт в Алма-Ате.
- В 1955 — 1976 гг. — главный зоотехник, директор животноводческого племенного хозяйства «Кастек» в Алматинской области.
- В 1976 — 1993 гг. — директор совхоза «Жамбыл».

Под его непосредственным руководством разработаны новые технологии :
- увеличение получаемой животноводческой продукции племенного происхождения, повышение эффективности работы, усовершенствование передовых технологий в производстве и эксплуатации;
- построено оборудование для механизированного подъёма воды из глубоких колодцев ;
- Создан цех по производству витаминов и мясо-костной муки (кормов, минеральных белков) .

## Награды
- Орден Ленина
- 2 ордена Трудового Красного Знамени
- Герой Социалистического Труда (1966)
- Заслуженный зоотехник Казахской ССР (1966)

## Труды
- 16 научных работ
- 2 авторских свидетельств
- В 1974 году была присуждена Государственная премия Казахской ССР за производство и внедрение новой технологии откорма скота.